# Lovesong (chanson de The Cure)
Pour les articles homonymes, voir Love Song.
Singles de The Cure
Fascination Street
(1989) Pictures of You
(1990)
Clip vidéo
[vidéo] « Lovesong », sur YouTube
Pistes de Disintegration
Closedown Last Dance
Lovesong est une chanson du groupe britannique The Cure figurant sur l'album Disintegration. Elle est extraite en single le 21 août 1989.
Robert Smith a écrit les paroles de la chanson comme cadeau de mariage pour Mary Poole, sa petite amie de longue date qu'il a épousée en août 1988. La musique a été écrite à la base par Simon Gallup comme le déclare Roger O'Donnel au micro de Feedback en 2019 
Lovesong connaît un grand succès aux États-Unis où le single se classe à la deuxième place du Billboard Hot 100.

## Contenu du single
Lovesong apparaît sur le single dans une version sensiblement remixée. En face B se trouve le titre inédit 2 Late. Un autre inédit, Fear of Ghosts est ajouté sur le maxi où Lovesong figure en version longue (Extended mix).
Un CD vidéo sort au Royaume-Uni avec trois pistes audio (2 Late, Fear of Ghosts et Lovesong en version longue) et une seule piste vidéo présentant le clip de Lovesong.
45 tours et cassette single
1. Lovesong (remix) - 3:24
2. 2 Late - 2:40

Maxi 45 tours
1. Lovesong (Extended remix) - 6:18
2. 2 Late - 2:40
3. Fear of Ghosts - 6:50

CD Maxi
1. Lovesong (remix) - 3:24
2. Lovesong (Extended remix) - 6:18
3. 2 Late - 2:40
4. Fear of Ghosts - 6:50

CD Vidéo
1. 2 Late (audio) - 2:40
2. Fear of Ghosts (audio) - 6:50
3. Lovesong (Extended remix) (audio) - 6:18
4. Lovesong (clip vidéo) - 3:27

## Clip
Réalisé par Tim Pope, il montre le groupe interpréter la chanson dans un décor reproduisant une grotte.

## Reprises
La chanson a été plusieurs fois reprise, notamment par le groupe 311 sur la bande originale du film Amour et Amnésie (50 First Dates) en 2004. Sortie en single, cette version se classe 59e dans le Billboard Hot 100 et 1re au Billboard Alternative Songs,. Elle est certifiée disque de platine par la RIAA en septembre 2023. La chanteuse britannique Adele la reprend à son tour sur l'album 21 en 2011. Bien qu'elle ne soit jamais sortie en single, cette version est certifiée disque d'or au Canada en août 2018 et disque d'argent au Royaume-Uni en avril 2023,.

## Classements hebdomadaires
| Classement (1989)                      | Meilleure place |
| -------------------------------------- | --------------- |
| Allemagne (GfK Entertainment)          | 21              |
| Australie (Kent Music Report)          | 60              |
| Belgique (Flandre Ultratop 50 Singles) | 38              |
| Canada (RPM 100 Singles)               | 10              |
| États-Unis (Billboard Hot 100)         | 2               |
| États-Unis (Alternative Songs)         | 2               |
| Irlande (Irish Singles Chart)          | 13              |
| Italie (FIMI)                          | 41              |
| Nouvelle-Zélande (RMNZ)                | 39              |
| Pays-Bas (Single Top 100)              | 48              |
| Royaume-Uni (UK Singles Chart)         | 18              |

## Certifications
| Pays                    | Certification | Date       | Unités certifiées |
| ----------------------- | ------------- | ---------- | ----------------- |
| Nouvelle-Zélande (RMNZ) | Or            | 31/08/2023 | 15 000            |
| Royaume-Uni (BPI)       | Argent        | 20/01/2023 | 200 000           |